# 3 Libras
«3 Libras» es una canción de la banda estadounidense de rock alternativo A Perfect Circle. Fue lanzado el 13 de febrero de 2001 como el segundo sencillo de su primer álbum de estudio Mer de Noms (2000). La canción fue bien recibida tanto crítica como comercialmente, alcanzando el puesto número 12 en las listas de Billboard Modern Rock y Mainstream Rock de los Estados Unidos en 2000.

## Antecedentes
Al igual que en todo el álbum Mer de Noms, la música de "3 Libras" fue escrita por el guitarrista Billy Howerdel, mientras que la letra fue escrita por el vocalista Maynard James Keenan. Los dos originalmente imaginaron que la canción sería el primer sencillo de su álbum debut antes de que los ejecutivos de la discográfica los convencieran de usar la canción de hard rock "Judith", quienes sintieron que la canción era un mejor sencillo inicial debido a que se alejaba menos de la otra banda de Keenan, Tool.
Se han hecho dos versiones remezcladas oficiales de la canción; "Feel My Ice Dub Mix" del miembro de la banda Danny Lohner, y "All Main Courses Mix" de Robert "3D" Del Naja de Massive Attack. Fueron compiladas en 2004 en el álbum de remezclas de la banda Amotion.

## Lista de canciones
Toda la música compuesta por Billy Howerdel, todas las letras compuestas por Maynard James Keenan.
CD1
1. "3 Libras"
2. "Magdalena" (en vivo)
3. "3 Libras" (Feel My Ice dub mix)
4. "Judith" (en vivo)
5. "3 Libras" (en vivo)

CD2
1. "3 Libras" (en vivo desde Phoenix)
2. "3 Libras" (All Main Courses mix)
3. "Sleeping Beauty" (en vivo desde Phoenix)
4. Interactive picture gallery (CD-ROM)

## Posicionamiento en lista
| Lista (2000–2001)                    | Posición |
| ------------------------------------ | -------- |
| Estados Unidos (Alternative Airplay) | 12       |
| Estados Unidos (Mainstream Rock)     | 12       |
| Reino Unido (UK Singles Chart)       | 49       |